# Hank Cochran

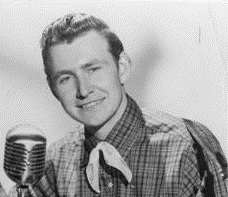
Hank Cochran (1955)

Hank Cochran (* 2. August 1935 in Isola, Mississippi, als Garland Perry Cochran; † 15. Juli 2010 in Hendersonville) war ein amerikanischer Countrymusiker.

## Leben

### Kindheit und Jugend
Cochran verlebte eine schwierige Kindheit, die von eigener Krankheit und der Scheidung seiner Eltern geprägt war. Auch war er als Jugendlicher ein Ausreißer. Sein Onkel Otis brachte ihm das Gitarrespielen bei; bei ihm verbrachte er einige Zeit auf der Reise von Mississippi nach New Mexico, wo er auf den Ölfeldern arbeitete.

### Karriere
Mitte der 1950er-Jahre formierte er in Kalifornien mit dem jungen Eddie Cochran (mit dem er nicht verwandt war) die Cochran Brothers, die Country und Rockabilly spielten. Neben Radio- und Fernsehauftritten spielte Cochran in dieser Zeit seine ersten Platten ein und schloss sich mit Eddie Cochran bis 1956 dem Ensemble der Town Hall Party an. Nach der Trennung der Cochran Brothers war er regelmäßig im California Hayride zu sehen und unterzeichnete 1959 einen Vertrag bei Pamper Music als Songschreiber.
Mit 24 Jahren war er in Nashville angekommen und schrieb I Fall to Pieces, das für Patsy Cline ein Hit wurde; später nahm sie sein She’s Got You und Why Can’t He Be You auf. Für Ray Price bzw. Eddy Arnold wurde Make the World Go Away ein Hit. Daneben schrieb er für Burl Ives, George Strait, Merle Haggard und Ronnie Milsap. Er gilt auch als Entdecker von Willie Nelson.
Selbst hatte Cochran zwischen 1962 und 1980 sieben Hits in den Charts, darunter seine erste eigene Single, der Harlan-Howard-Song Sally Was a Good Old Girl, die Nummer 20 erreichte. In den Top 40 der Country-Charts konnte sich Cochran jedoch lediglich 1962 und 1963 mit insgesamt drei Titeln platzieren: Neben Sally Was a Good Old Girl gelangen ihm Platzierungen mit I'd Fight The World (1962 # 23) und A Good Country Song (1963 #25).